# Robert C. Seamans
Le SSV Robert C. Seamans est un brick-goélette américain. Il est exploité par la Sea Education Association (en) (S.E.A.) comme navire-école et navire océanographique, qui opère aussi avec le SSV Corwith Cramer.
Son port d'attache actuel est Woods Hole dans le Massachusetts.

## Histoire
Le SSV Robert C. Seamans a été construit en 2001 au chantier naval J.M. Martinac Shipbuilding (en) à Tacoma dans l'État de Washington. Ce voilier à coque acier est exploité par la Sea Education Association (SEA) dédiée à l'exploration, la compréhension et l'intendance des océans qui offre aux étudiants un programme interdisciplinaire de découverte et d'apprentissage en océanographie.
Il porte le nom de l' ancien secrétaire à la Force aérienne des États-Unis et administrateur adjoint de la National Aeronautics and Space Administration (NASA) , Robert Seamans, ancien président et administrateur du conseil d'administration de S.E.A..
Ce navire, conçu par John Laurent Giles (en) Elle est équipée de treuils d'hydrographique, d'un équipement bathymétrique, de matériel d'échantillonnage biologique et géologique, d'un laboratoire de chimie et d'un laboratoire informatique. Le Robert C. Seamans dirige un premier cycle universitaire d'études et de recherches intensives en océanographie, études maritimes et de science nautique avec une expérience pratique à bord d'un voilier traditionnel.